# Arapski rock
Arapski rock, poznat i pod anglizmom Arabic Rock, je podžanr rocka na području Arapskog svijeta Sjeverne Afrike i Arapskog poluotoka s pomiješanim obilježjima zapadnjačkog anglofonskog rocka i tradicijske bliskoistočne odnosno arapske glazbe. Svoje značajnije širenje i popularizaciju stiče 2000-ih osnivanjem glazbenih sastava koji arabiziraju anglofoni zapadnjački rock ili miješaju utjecaje tradicijske glazbe s rock and rollom.
Značajniji izvođači (i predstavnici) arapskog rocka:
- Akher Zapheer (Jordan)
- Autostrad (Jordan)
- JadaL (Jordan)
- Khebez Dawle (Sirija)[4]
- Massar Egbari (Egipat)
- Mashrou' Leila (Libanon)
- El Morabba3 (Jordan)